# Arp 145
Arp 145(UGC 1840)은 안드로메다자리에 위치한 상호작용은하의 한 쌍이다. 지구에서 약 2억 5,000만 광년 떨어져 있다.

## 명칭
MCG +07-06-002이라고 도 불린다.

## 분류
UGC 1840 NED 01 (LEDA 9060)과 UGC 1840 NED02 (LEDA 9062)로 나뉘며, LEDA 9060 때문에, LEDA 9062가 나선 은하에서 고리 은하로 진화한 것으로 추정된다.
참고로, LEDA 9060의 크기는 우리 은하의 크기와 거의 똑같다.